# Ecteinascidia hedwigiae
Ecteinascidia hedwigiae is een zakpijpensoort uit de familie van de Perophoridae. De wetenschappelijke naam van de soort is voor het eerst geldig gepubliceerd in 1918 door Michaelsen.